# Đại nghiệp kiến quốc
Đại nghiệp kiến quốc (建国大业, Kiến quốc đại nghiệp) là một bộ phim của điện ảnh Trung Quốc được Tập đoàn điện ảnh Trung Quốc đầu tư sản xuất vào năm 2009 để kỷ niệm 60 năm ngày thành lập nước Cộng hòa Nhân dân Trung Hoa. Được gọi là bộ phim "toàn sao", tác phẩm do Hàn Tam Bình và Hoàng Kiến Tân làm tổng đạo diễn kiêm sản xuất, với Trần Khải Ca, Phùng Tiểu Cương và Trần Khả Tân làm phó đạo diễn kiêm giám đốc sản xuất. Tác phẩm quy tụ dàn diễn viên chính gồm nhiều ngôi sao tên tuổi như Đường Quốc Cường, Trương Quốc Lập, Hứa Tình, Lưu Kính, Trần Khôn cùng rất nhiều ngôi sao khác của điện ảnh Trung Quốc, Hồng Kông, Đài Loan, Hoa Kỳ và Singapore tham gia với tư cách khách mời trong những vai nhỏ không lấy thù lao.
Bộ phim khắc họa lại những sự kiện chính của lịch sử Trung Quốc từ Chiến tranh Trung-Nhật cho tới sự thành lập của nhà nước Cộng hòa Nhân dân Trung Hoa ngày 1 tháng 10 năm 1949 với đại hội lần thứ nhất của Hội nghị Hiệp thương Chính trị Nhân dân Trung Quốc cùng rất nhiều nhân vật quan trọng của lịch sử Trung Quốc hiện đại như Mao Trạch Đông, Tưởng Giới Thạch, Chu Ân Lai hay Tống Khánh Linh.

## Nội dung tóm tắt
Năm 1945 sau khi kết thúc Chiến tranh Trung-Nhật lần thứ hai, Mao Trạch Đông cùng các đảng viên Đảng Cộng sản Trung Quốc tới Trùng Khánh tham gia hội nghị với Tưởng Giới Thạch và Quốc dân đảng Trung Quốc. Với sự giúp đỡ của Đồng minh dân chủ Trung Quốc, Hiệp định song thập được ký kết giữa Đảng cộng sản và Quốc dân đảng, hai bên đồng ý chấm dứt nội chiến và thành lập một chính phủ đa đảng ở Trung Quốc.
Năm 1946, Tưởng Giới Thạch triệu tập Đại hội quốc dân ở Nam Kinh và được bầu làm Tổng thống Trung Hoa Dân quốc. Đồng thời cuộc đàm phán hòa bình giữa Quốc dân đảng và Đảng cộng sản thất bại và nội chiến vẫn tiếp tục. Các nhân vật chính trị khác như Trương Lan, Tống Khánh Linh và Lý Tế Thâm ủng hộ Đảng cộng sản vì họ phản đối chính phủ Tưởng Giới Thạch, mặc dù đang ở khu vực không xảy ra chiến sự như Thượng Hải và Hồng Kông.
Tháng 5 năm 1948, Đảng cộng sản Trung Quốc tuyên bố mở cuộc nội chiến cách mạng chống lại chính phủ Trung Hoa Dân quốc của Tưởng Giới Thạch, nhiều đảng phái chính trị đã hưởng ứng lời kêu gọi và đứng về phía Trung Cộng. Quân giải phóng nhân dân Trung Quốc đánh bại Quân cách mạng quốc dân Trung Quốc trong nhiều trận liên tiếp và cuối cùng lực lượng của Tưởng Giới Thạch phải rút lui đến Đài Loan vào tháng 12 năm 1949. Ngày 1 tháng 10 năm 1949, Mao Trạch Đông tuyên bố thành lập nước Cộng hòa Nhân dân Trung Hoa tại thủ đô Bắc Kinh, mở ra một kỷ nguyên mới trong lịch sử Trung Quốc.

## Diễn viên

### Nhân vật chính
- Đường Quốc Cường trong vai Mao Trạch Đông
- Trương Quốc Lập trong vai Tưởng Giới Thạch
- Hứa Tình trong vai Tống Khánh Linh
- Lưu Kính trong vai Chu Ân Lai
- Trần Khôn trong vai Tưởng Kinh Quốc
- Vương Ngũ Phúc trong vai Chu Đức
- Vương Học Kì trong vai Lý Tông Nhân
- Lưu Sa trong vai Lưu Thiếu Kì
- Vương Kiện trong vai Nhậm Bật Thời
- Kim Hâm trong vai Lý Tế Thâm
- Vương Băng trong vai Trương Lan
- Ô Quân Mai (Hoa Kỳ) trong vai Tống Mỹ Linh
- Tu Tông Địch trong vai Phó Tác Nghĩa

### Vai khách mời
Đảng Cộng sản Trung Quốc
- Hoàng Vy trong vai Đặng Dĩnh Siêu
- Sử Hâm trong vai Đặng Tiểu Bình
- Tông Lợi Quần trong vai Bành Đức Hoài
- Do Lập Bình trong vai Lâm Bưu
- Triệu Ung trong vai Hạ Long
- Xa Hiểu Đồng trong vai Lưu Bá Thừa
- Ngạo Dương trong vai Niếp Vinh Trăn
- Cốc Vĩ trong vai Trần Nghị
- Tôn Kế Đường trong vai La Vinh Hoàn
- Vương Quân trong vai Từ Hướng Tiền
- Diệp Tiến trong vai Diệp Kiếm Anh
- Triệu Ninh Vũ trong vai Lưu Á Lâu
- Trương Nhị Đan trong vai Giang Thanh
- Tạ Cương trong vai Cao Cương
- Vương Hoa Anh trong vai Phan Hán Niên
- Huỳnh Hiểu Minh trong vai Lý Ngân Kiều, vệ sĩ trưởng của Mao Trạch Đông
- Mã Dược trong vai Diêm Trường Lâm
- Chân Tử Đan (Hoa Kỳ) trong vai Điền Hán
- Từ Phàm trong vai Liêu Mộng Tỉnh, con gái Liêu Trọng Khải và Hà Hương Ngưng, đảng viên bí mật của Trung Cộng
- Trần Hảo trong vai Phó Đông Cúc, đảng viên bí mật của Trung Cộng, con gái trưởng của Phó Tác Nghĩa
- Trần Đạo Minh trong vai Diêm Cẩm Văn, phó đội trưởng đặc vụ đại đội 3 Bộ Tư lệnh Cảnh bị Thượng Hải, sau hưởng ửng lời kêu gọi của Trung Cộng gia nhập Quân Giải phóng
- Chương Tử Di trong vai Cung Bành, nữ đại sứ thế hệ đầu tiên của Cộng hòa Nhân dân Trung Hoa, vợ đầu tiên của Kiều Quán Hoa

Quốc dân đảng Trung Quốc
- Khương Văn trong vai Mao Nhân Phượng
- Hồ Quân trong vai Cố Chúc Đồng
- Lưu Đức Hoa (Hồng Kông) trong vai Du Tể Thì
- Trần Bảo Quốc trong vai Chu Chí Nhu, thượng tướng, tư lệnh không quân Quốc dân đảng
- Lý Liên Kiệt (Singapore) trong vai Trần Thiệu Khoan, thượng tướng, tư lệnh hải quân Quốc dân đảng
- Tiểu Văn Các trong vai Hà Ứng Khâm
- Vưu Dũng trong vai Bạch Sùng Hy
- Lý Cường trong vai Trần Thành
- Dương Hiểu Đan trong vai Trương Trị Trung
- Đông Đại Vi trong vai Khổng Lệnh Khản
- Tào Khả Phàm trong vai Ngô Quốc Trinh
- Trọng Tinh Hỏa trong vai Hoàng Thiệu Hoành
- Hạ Cương trong vai Thiệu Lực Tử
- Đinh Chí Thành trong vai Lư Quảng Sinh
- Đào Trạch Như trong vai Ngô Thiết Thành
- Hứa Hoàn Sơn trong vai Vu Hữu Nhiệm
- Triệu Hiểu Thời trong vai Tôn Khoa
- Tôn Hưng (Hồng Kông) trong vai Đỗ Duật Minh
- Lâm Đống Phủ trong vai Cam Giới Hầu
- Diệp Tiểu Khanh trong vai Đới Quý Đào (vốn định giao cho Châu Tinh Trì)
- Trương Hàm Dư trong vai Lưu Tòng Văn, gián điệp tại Trung Cộng, ở bên cạnh Mao Trạch Đông

Các đảng phái dân chủ
- Lê Minh (Hồng Kông) trong vai Thái Đình Khải
- Trần Khải Ca trong vai Phùng Ngọc Tường
- Cát Tồn Tráng trong vai Đàm Bình Sơn
- Trương Thế Trung trong vai Thẩm Quân Nho
- Tất Ngạn Quân trong vai La Long Cơ
- Ngô Cương trong vai Văn Nhất Đa
- Kiều Lập Sinh trong vai Quách Mạt Nhược
- Đặng Siêu trong vai Từ Bi Hồng
- Lý Tân trong vai Hà Hương Ngưng
- Trương Thu Phương trong vai Lý Đức Toàn, vợ Phùng Ngọc Tường
- Lưu Nghi Vĩ trong vai Lý Hoàng, lãnh tụ Đảng Thanh niên Trung Quốc, nhân sĩ chống Đảng Cộng sản

Các nước khác
- Alexander Pavlov (Belarus) trong vai Iosif Vissarionovich Stalin
- Donald Eugene McCoy (Hoa Kỳ) trong vai George Marshall
- Donald Freeman (Hoa Kỳ) trong vai Patrick J. Hurley
- Leslin H. Collings (Hoa Kỳ) trong vai John Leighton Stuart (Tư Đồ Lôi Đăng), đại sứ Hoa Kỳ tại Trung Hoa Dân quốc

Các nhân vật khác
- Phùng Tiểu Cương trong vai Đỗ Nguyệt Sinh
- Phùng Viễn Chinh trong vai Phó Kinh Ba, thư ký riêng của John Leighton Stuart

Các nhân vật vô danh và hư cấu
- Tôn Hồng Lôi trong vai Hồ Lập Vỹ, phóng viên Trung ương nhật báo, nhân vật hư cấu
- Phạm Vĩ trong vai Quách Bản Tài, đầu bếp của Mao Trạch Đông, nhân vật hư cấu
- Lưu Diệp trong vai chiến sĩ già của Hồng quân
- Cát Ưu trong vai đoàn trưởng quân dã chiến số 4 của quân Đảng cộng sản
- Vương Bảo Cường trong vai chiến sĩ quân dã chiến số 4
- Vương Học Binh trong vai chiến sĩ quân giải phóng
- Huỳnh Thánh Y trong vai phát thanh viên Đài phát thanh Tân Hoa
- Thành Long (Hồng Kông) trong vai phóng viên phỏng vấn Lý Tế Thâm
- Trần Hồng trong vai phóng viên phỏng vấn Trương Lan
- Lý Ấu Bân trong vai trưởng nhà in báo
- Trương Kiến Á trong vai trợ lý của Tưởng Giới Thạch
- Liên Tấn trong vai trợ lý của Chu Chí Nhu
- Quách Hiểu Đông trong vai A Hoa, Thượng úy quân đội Quốc dân đảng
- Lưu Hoa trong vai cảnh sát chính phủ Quốc dân đảng trong sự kiện Giảo Trường Khẩu
- Hoàng Tử Hiên trong vai cảnh sát chính phủ Quốc dân đảng tham gia điều tra hoạt động thương mại của Khổng Lệnh Khản
- Lương Gia Huy (Hồng Kông) trong vai ủy viên chính hiệp quân giải phóng, người đã tranh ống kính khi Mao Trạch Đông cùng các đại biểu phụ nữ chụp ảnh chung
- Phùng Củng trong vai ủy viên chính hiệp, trong khi thảo luận phương án quốc ca đã tranh quyền phát biểu với Lý Tế Thâm
- Triệu Vy trong vai ủy viên chính hiệp, người phản đối lấy Nghĩa dũng quân tiến hành khúc làm quốc ca
- Quách Đức Cương trong vai nhiếp ảnh gia
- Chương Thân trong vai phiên dịch tiếng Nga khi Lưu Thiếu Kỳ sang thăm Liên Xô
- Cung Bội Bật, Hà Lâm, Dương Nhược Hề, Xa Vĩnh Lợi trong vai nữ chiến sĩ quân Đảng Cộng sản
- Miêu Phố, Đổng Tuyền, Trần Số, Ninh Tĩnh, Thẩm Ngạo Quân, Vương Nhã Tiệp, Triệu Bảo Lạc, Vương Phức Lệ trong vai các ủy viên chính hiệp tham gia hội nghị chính hiệp

Các diễn viên bị cắt bỏ trong chế tác hậu kỳ
- Ngô Vũ Sâm (Hồng Kông) trong vai Lưu Văn Huy, tướng lĩnh quân đội Quốc dân đảng sau đầu hàng quân Đảng Cộng sản.
- Hầu Dũng trong vai Trương Văn Thiên